# Cash Crash
Cash Crash war eine deutsche Spielshow, die im MMC-Coloneum in Köln produziert wurde. Die erste Folge wurde am 1. März 2013 auf dem privaten Fernsehsender RTL gesendet. Alle Ausgaben danach wurden unter dem Titel Cash Crash - VIP-Edition gesendet. Die Show wurde nicht live gesendet, sondern zuvor live on tape aufgezeichnet.

## Spielprinzip
Drei Kandidaten spielten in jeder Show um einen Gewinn von bis zu 500.000 Euro. In unterschiedlichen Teamspielen mussten sie Geschick, körperliche Fitness und Schnelligkeit beweisen.
Die Kandidaten wurden zu Beginn der Show kurz vorgestellt. Anschließend wurde ein Kasten mit 500.000 Euro Bargeld hereingetragen. In sieben Spielen mussten die Kandidaten versuchen, dieses Geld zu retten. Jedes Spiel dauerte 2,5 Minuten. Geld, das während des Spiels wegfiel, durfte nicht neu aufgehoben werden und war somit verloren. Die Geldscheine waren unterschiedlich hoch gebündelt. Für jedes Spiel stellte Moderator Daniel Hartwich den Kandidaten einen Joker zur Verfügung, den sie gegen Abgabe eines Teils des übrigen Geldes bekamen und es den Kandidaten vereinfachte, das Geld zu transportieren.

## Cash Crash - VIP Edition
Ab Juli 2013 wurde die Show in einer Promi-Version ausgestrahlt, hierbei wurde am bestehenden Spielprinzip festgehalten – allerdings traten Prominente (zwei Teams à jeweils drei Kandidaten) gegeneinander an. Nach sieben Spielrunden durfte das Team, welches mehr Geld übrig hatte, ins Finale („Euro-Rettungsschirm“) einziehen. Die Gewinnsumme wurde einem wohltätigen Zweck gespendet.

## Moderation
Die Show wurde von Daniel Hartwich moderiert. Tobias Drews kommentierte die Spiele. In der VIP Edition kommentierte Holger Pfandt die Spiele.

## Folgen und Einschaltquoten
| Ausgabe    | Datum        | Gewinnsumme | Zuschauer Gesamt | 14 bis 49 Jahre | Marktanteil Gesamt | 14 bis 49 Jahre |
| ---------- | ------------ | ----------- | ---------------- | --------------- | ------------------ | --------------- |
| Ausgabe 01 | 1. März 2013 | 43.500 €    | 3,40 Mio.        | 1,66 Mio.       | 11,6 %             | 15,2 %          |

| Ausgabe    | Datum           | Motto                             | Team 1                                                        | Team 2                                                     | Gewinner            | Gewinnsumme | Zuschauer Gesamt | 14 bis 49 Jahre | Marktanteil Gesamt | 14 bis 49 Jahre |
| ---------- | --------------- | --------------------------------- | ------------------------------------------------------------- | ---------------------------------------------------------- | ------------------- | ----------- | ---------------- | --------------- | ------------------ | --------------- |
| Ausgabe 01 | 26. Juli 2013   | Schlager vs. Pop                  | Schlager: Jürgen Drews Guildo Horn Jürgen Milski              | Pop: Daniele Negroni DJ BoBo Joelina Drews                 | Team Pop            | 28.000 €    | 2,46 Mio.        | 1,38 Mio.       | 11,1 %             | 16,9 %          |
| Ausgabe 02 | 2. August 2013  | Bachelorettes vs. Bauern          | Bachelorettes: Anja Polzer Alissa Harouat Sissi Fahrenschon   | Bauern: Bauer Carsten Bauer Volker Bauer Thomas            | Team Bachelorettes  | 48.000 €    | 2,42 Mio.        | 1,16 Mio.       | 11,6 %             | 15,6 %          |
| Ausgabe 03 | 9. August 2013  | Dschungel 2012 vs. Dschungel 2013 | Dschungel 2012: Rocco Stark Micaela Schäfer Aílton            | Dschungel 2013: Patrick Nuo Fiona Erdmann Joey Heindle     | Team Dschungel 2013 | 67.000 €    | 2,22 Mio.        | 1,10 Mio.       | 8,9 %              | 12,5 %          |
| Ausgabe 04 | 16. August 2013 | Sexy Ladies vs. Comedians         | Sexy Ladies: Melanie Müller Christina Surer Isabel Edvardsson | Comedians: Ingo Appelt Tetje Mierendorf Volker Michalowski | Team Sexy Ladies    | 54.500 €    | 1,82 Mio.        | 1,05 Mio.       | 8,2 %              | 12,8 %          |

## Kritik
„'Wer zusieht, wie Daniel Hartwich dabei zähe Witzchen reißt, erlebt einen Show-Auffahrunfall: Man schreckt auf, wenn man bemerkt, dass man diese Sendung bis zum Ende geschaut hat. [...] Die Spielchen sind nicht sonderlich originell. [...] Wenn mal über einen Scherz gelacht wird, wirkt es unnatürlich laut eingespielt. Am Ende sind alle froh, als die Sendung vorbei ist: Die Kandidaten, weil sie nicht mehr im Schleim feststecken oder Stromstöße verpasst bekommen, die Zuschauer, weil sie nicht mehr Hartwichs Witzchen ertragen müssen und Hartwich selbst, dem das ganze Show-Konzept irgendwie unangenehm scheint.“